# شمسيات
الشمسيات (الاسم العلمي: Heliozoa)، والمعروفة باسم حوينات الشمس، هي كائنات حقيقية النواة حُيَيّيّة (طلائعيات) ذات أذرع صلبة (قدم كاذب) يخرج من أجسامها الكروية شعاع، لذلك سُميت بالحوينات الشمسية. أرجلها المحورية نتوئية مدعومة بالأنيبيبات الدقيقة من جسم الخلية الأميبية، وتستخدم بطرق مختلفة لالتقاط الطعام والإحساس والحركة والتعلق. وهي تشبه الشعوعيات، لكنها تتميز عنها بافتقارها إلى الكبسولات المركزية وغيرها من العناصر الهيكلية المعقدة، على الرغم من أن بعضها ينتج حراشف وأشواك بسيطة. يمكن العثور على الشمسيات في كل من بيئات المياه العذبة والبحرية.